# Aristolochia oblongata
Aristolochia oblongata Jacq. – gatunek rośliny z rodziny kokornakowatych (Aristolochiaceae Juss.). Występuje naturalnie na Kubie, Hispanioli oraz Portoryko.

## Morfologia
PokrójPnącze o trwałych, zdrewniałych i owłosionych pędach. Dorasta do 10–15 m wysokości.
LiścieMają podłużny lub podłużnie lancetowaty kształt. Mają 5–13 cm długości oraz 2,5–3,5 cm szerokości. Nasada liścia ma prawie sercowaty lub prawie ucięty kształt. Całobrzegie, z zaokrąglonym lub tępym wierzchołkiem. Ogonek liściowy jest owłosiony i ma długość 1–1,5 cm.
KwiatyPojedyncze lub zebrane są w gronach. Mają brązową barwę i 10 mm długości. Mają elipsoidalny kształt, lekko dwuklapowe, w kolankiem u podstawy. Wewnątrz są żółte i owłosione.
OwoceTorebki o elipsoidalnym lub prawie kulistym kształcie. Mają 2–2,5 cm długości.

## Biologia i ekologia
Rośnie w lasach wilgotnych.

## Zmienność
W obrębie tego gatunku wyróżniono jeden podgatunek – Aristolochia oblongata subsp. calceiformis (Urb.) R.Rankin & Acev.-Rodr.